# Daily Thompson
Daily Thompson ist eine deutsche Rockband aus Dortmund.

## Geschichte
Die Band wurde im Jahre 2013 vom Gitarristen Dany Zaremba und der Bassistin Mercedes „Mephi“ Lalakakis gegründet. Beide spielten zuvor in Punk-Bands und wollten nun andere Musik spielen. Der Bandname ist eine Anspielung auf den britischen Zehnkämpfer Daley Thompson. Danny Zaremba wollte diesen Bandnamen schon für seine alte Band Guitarshop Asshole verwenden, wozu es jedoch nicht kam. Mercedes „Mephi“ Lalakakis dachte bei dem Bandnamen zunächst an den Schriftsteller Hunter S. Thompson, da sie den Zehnkämpfer nicht kannte. Noch im Gründungsjahr veröffentlichte die Band ein Demo, bevor ein Jahr später das selbst betitelte Debütalbum über 141 Records und als Vinyl über Kozmik Artifactz erschien. Es folgten diverse Gigs unter anderem im Vorprogramm von der norwegischen Band Mustasch oder Zodiac. 2015 erschien die Split-Single Spit Out the Crap mit der Band Mos Generator. Mit Stefan Mengel stieg ein neuer Schlagzeuger in die Band ein. 
Das zweite Studioalbum Boring Nation erschien im Jahre 2016 im Eigenverlag. Im Oktober 2017 traten Daily Thompson auf dem Crossroads Festival in Bonn auf. Der WDR zeichnete das Konzert auf und strahlte es im Rahmen der Sendung Rockpalast aus. Ein Jahr später erschien das dritte Album Thirsty über MIG Records. 2019 stieg der Schlagzeuger Stefan Mengel aus beruflichen Gründen aus. Im Jahr 2020 Band signte die Band beim Berliner Label Noisolution und spielte ihr viertes Studioalbum Oumuamua ein. Das Album erschien am 21. August 2020 über Noisolution. Der Albumtitel kommt von 1I/ʻOumuamua, dem ersten innerhalb des Sonnensystems beobachtete Objekt, das als interstellar klassifiziert wurde. Am 3. Dezember 2021 wurde das fünfte Studioalbum God of Spinoza veröffentlicht. Der Albumtitel bezieht sich auf den niederländischen Philosophen Baruch de Spinoza. Dieser warb für ein Weltbild, nach dem Gott kein Individuum ist, sondern in allen Dingen steckt.

## Stil
Auf ihrer Facebook-Seite beschreiben Daily Thompsons ihre Musik als Fuzz Rock bzw. gitarrenbasierten Noise-Rock, der vom Stoner Rock, Blues, Psychedelic Rock und Indie-Rock inspiriert wurde. Dazu nennen Daily Thompson Bands wie die Pixies, The Jesus and Mary Chain, Sonic Youth, die Melvins, Fu Manchu, Mudhoney und The Black Keys als Haupteinflüsse. Die Band selber hat sich nicht auf ein bestimmtes Genre festgelegt, sondern spielt die Musik, auf die die Musiker gerade Bock haben. Die Texte von Daily Thompson haben laut Danny Zaremby keine Botschaft, denn die Band will einfach „coole Musik mit Gesang“ machen.
Das deutsche Magazin Visions klassifiziert Daily Thompson als Stoner Rock bzw. Psychedelic Rock und verglich die Band mit The Black Keys, Black Rebel Motorcycle Club und den The White Stripes. Mike Borrink vom deutschen Magazin Rock Hard beschrieb Daily Thompson als „knarzig-fuzzigen Power-Trio-Sound aus Stoner Rock, Grunge und noisigen Indie-Rock mit einer psychedelischen Space-Rock-Komponente“. Frank Jaeger vom Onlinemagazin Powermetal.de sprach über das Album Oumuamua von einem „alternativen Post-Rock-Stoner-Sound“.

## Diskografie

### Alben
- 2014: Daily Thompson (141 Records)
- 2016: Boring Nation (Eigenverlag)
- 2018: Thirsty (MIG Records)
- 2020: Oumuamua (Noisolution)
- 2021: God of Spinoza (Noisolution)
- 2022: Live at Freak Valley Festival 2022 (Livealbum, Noisolution)
- 2024: Chuparosa (Noisolution)

### Singles
- 2015: Spit Out the Crap (Split mit Mos Generator)
- 2017: River Haze

### Musikvideos
- 2014: Attract Me
- 2014: I Don’t Mind
- 2015: Spit Out the Crap
- 2016: I Seahorses
- 2016: High Horse
- 2018: Nowhere
- 2018: Please You
- 2018: Stone Rose
- 2019: Brown Mountain Lights
- 2020: Sad Frank
- 2020: On My Mind
- 2021: Nimbus